# Itinerarium Alexandri
Das Itinerarium Alexandri ist ein in lateinischer Sprache abgefasstes spätantikes historiographisches Werk.
Das Itinerarium wurde von einem anonymen Autor um das Jahr 340 verfasst und ist Kaiser Constantius II. gewidmet. Es behandelt die Feldzüge Alexanders des Großen gegen das Achämenidenreich und die Feldzüge Kaiser Trajans gegen die Parther. Allerdings bricht der Text in der einzig erhaltenen Handschrift aus dem 9. oder 10. Jahrhundert, die Anfang des 19. Jahrhunderts von Angelo Mai in der Biblioteca Ambrosiana entdeckt wurde, vor der Darstellung des Partherkriegs Trajans ab. Bei der Darstellung des Alexanderzugs hat sich der Verfasser hauptsächlich auf Arrian gestützt. Es enthält aber auch andere Zusätze (so aus dem Alexanderroman) und ist teilweise recht fehlerhaft.
Bemerkenswert ist die Absicht, die der Autor des Werks verfolgte. So steht die Abfassung eindeutig im Zusammenhang mit dem Perserkrieg, der zur Zeit des Constantius wieder ausbrach. Offenbar war dem Verfasser daran gelegen, Constantius durch die militärischen Erfolge Alexanders und Trajans zu inspirieren, im Kampf gegen die Sassaniden siegreich zu sein. Der Autor ist unbekannt, doch hat Robin Lane Fox die Theorie aufgestellt, dass es sich dabei um Flavius Polemius handeln könnte, den Konsul des Jahres 338, der vielleicht mit Iulius Valerius Polemius identisch ist.

## Ausgaben und Übersetzungen
- Iolo Davies: Alexander’s itinerary (Itinerarium Alexandri). An English translation. In: The Ancient History Bulletin. Bd. 12, 1998, ISSN 0835-3638, S. 29–54.
- Raffaella Tabacco (Hrsg.): Itinerarium Alexandri (= Università degli Studi di Torino, Fondo di studi Parini-Chirio. Filologia. Nuova Serie, Bd. 1). Testo, apparato critico, introduzione, traduzione e commento. Olschki, Florenz 2000, ISBN 88-222-4920-8.